# 克罗地亚族穆斯林
克罗地亚穆斯林，指克罗地亚裔穆斯林，其主要是奥斯曼帝国时期克罗地亚人的后代。

## 总体情况
克罗地亚人属于南斯拉夫民族，根据2021年克罗地亚人口普查，10841名克罗地亚穆斯林宣称自己为克罗地亚人。克罗地亚穆斯林社区受到克罗地亚政府保护。第二次世界大战之后，大量曾支持过乌斯塔沙的克罗地亚天主教徒及穆斯林以难民身份移民往加拿大，澳大利亚，德国，南美洲及其余穆斯林国家。这些移民的后代在澳大利亚维多利亚建立了一个克罗地亚穆斯林文化中心，在多伦多建立了一座现名为波斯尼亚伊斯兰中心的清真寺。

## 历史

### 奥斯曼帝国时期
奥斯曼帝国在15至19世纪征服并统治了克罗地亚一部分领土，给这些地区留下了深刻的影响。作为奥斯曼帝国的西部边疆，大量的克罗地亚天主教徒皈依伊斯兰教，其中有些是因为在战争中被俘被迫皈依，有些则是通过血税系统。1519年，教皇利奥十世称克罗地亚为“天主教的堡垒”。

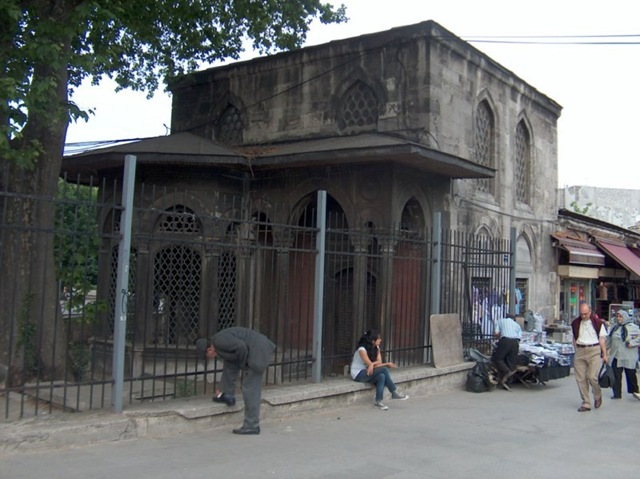
库尤库·穆拉德帕夏(Kuyucu Murad Pasha)陵墓入口，他是一位克罗地亚裔奥斯曼政治家 ，在艾哈迈德一世统治期间担任奥斯曼帝国大维齐尔。这是他于 1611 年去世前在伊斯坦布尔建造的现属于伊斯坦布尔大学的建筑群的一部分

1463年波斯尼亚落入奥斯曼帝国之手，导致守卫克罗地亚边境的压力增加，使得其不断丧失领土，边境线不断向西移动。克罗地亚-奥斯曼百年战争使克罗地亚东南部人口大量减少。直到16世纪末，整个奥斯曼克罗地亚，即由奥斯曼帝国统治的克罗地亚部分地区都由奥斯曼帝国牢牢掌控。仍旧在奥斯曼统治地区生活的克罗地亚天主教徒因血税制度逐渐伊斯兰化，而不愿伊斯兰化的克罗地亚天主教徒则迁往了同是天主教国家的邻国匈牙利及奥地利。

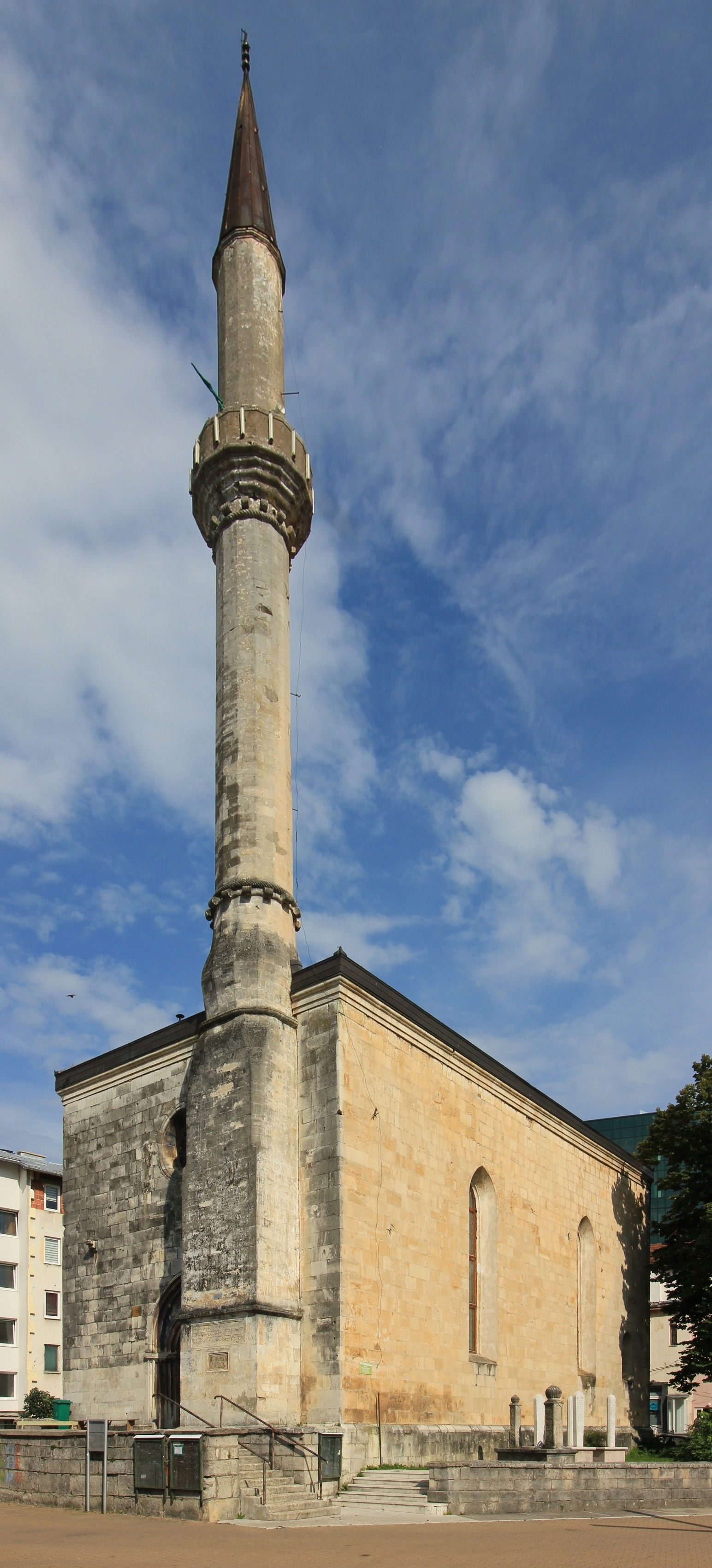
位于波斯尼亚比哈奇市的费蒂亚清真寺原是一座建于1266年的教堂，是欧洲为数不多的哥特式建筑风格的伊斯兰礼拜场所之一。

奥斯曼克罗地亚毗邻克罗地亚军政国境地带，即哈布斯堡克罗地亚。哈布斯堡克罗地亚由驻维也纳的军事总部直接统治。1878年的奥斯曼-哈布斯堡战争导致奥地利兼并了奥斯曼克罗地亚（后被哈布斯堡改名为“老克罗地亚”）及原在奥斯曼治下的波斯尼亚（现代波斯尼亚与克罗地亚的边境线就此形成）。然而，在所谓的“老克罗地亚”，只有很少一部分的克罗地亚天主教徒人口。
奥斯曼帝国许多官员的名字揭示了他们的族裔背景（Hirvat/Hrvat/Horvat,这是克罗地亚天主教徒的自称），如韦利·马哈茂德帕夏，其全名为Mahmut Pasha Hirwat；鲁斯坦帕夏，其全名为Rustem Pasha Hrvat-Opokovich；皮雅利帕夏，其全名为Pijali Pasha Hrvat。除此之外，还有很多奥斯曼帕夏的名字带有上述三种后缀（但需要注意的是，这段时间对克罗地亚天主教徒与塞尔维亚正教徒并不做详细区分，所以名字带有这三种后缀的人也有可能只是具有其他任意一个南斯拉夫国家的族裔背景）。
1553年，罗马教廷红衣主教安东·弗拉西奇及外交官弗拉尼奥·扎伊作为匈牙利王国国王的使者，来到伊斯坦布尔与奥斯曼帝国媾和。使者们用土耳其语向帕夏致以问候，但突然被帕夏的翻译官打断了。帕夏询问他们是否会说克罗地亚语，在得到肯定的答复后，之后的所有环节帕夏便开始以克罗地亚语与使者们沟通。
1585年，旅行家兼作家马可·皮加费塔在他于伦敦出版的《Itinerario》中记载，“在伊斯坦布尔，人们习惯使用克罗地亚语，几乎所有土耳其官员都能听懂这种语言，尤其是军官。但教会斯拉夫语也极其普遍，因为这是所有土耳其斯拉夫精英的共同语。对于在伊斯坦布尔旅行的意大利人来说，克罗地亚语往往是他们能接触到的唯一一种斯拉夫语言，虽然保加利亚语和马其顿语比克罗地亚语更常用。”

### 穆斯林和克罗地亚民族主义
对克罗地亚法西斯主义组织乌斯塔沙的民族主义意识形态产生最大影响的人之一是安特·斯塔尔切维奇。斯塔尔切维奇既反对哈布斯堡对克罗地亚的统治，也反对与塞尔维亚联合。他主张所有克罗地亚人联合起来建立一个独立的民族国家。乌斯塔沙借用他的意识形态鼓吹对波斯尼亚的兼并，并根据他的意识形态主张克罗地亚人由两种族教群体，即克罗地亚天主教徒与克罗地亚穆斯林组成。

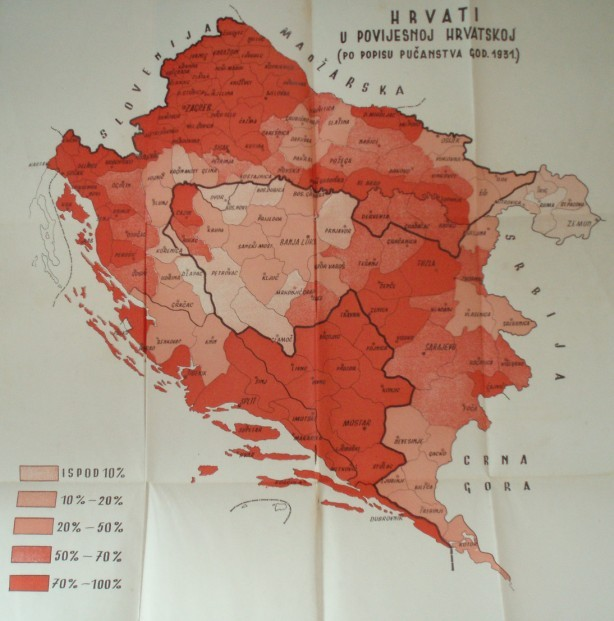
这幅 1939 年的地图由姆拉登·洛尔科维奇 (Mladen Lorković)在克罗地亚巴诺维纳 (Banovina)印刷，展示了 1931 年人口普查的结果，所有天主教克罗地亚人和穆斯林都被简单地称为“克罗地亚人”。

乌斯塔沙将天主教与伊斯兰教并列为国教，排斥正教，因为其意识形态与乌斯塔沙不一致（克罗地亚正教会是个例外，因为乌斯塔沙想利用其去同化在其境内的少数民族克罗地亚塞尔维亚人）。虽然乌斯塔沙对宗教抱有同情，但其意识形态仍强调“对国家应尽的义务高于宗教信仰“。因此，乌斯塔沙不承认一个支持南斯拉夫主义的克罗地亚穆斯林的克罗地亚人身份和公民权，而会将其判定为一个塞尔维亚穆斯林，使其面临被剥夺财产权及被监禁的风险。乌斯塔沙声称一个“塞尔维亚穆斯林”必须通过学习才能获得克罗地亚人的身份，却将波斯尼亚穆斯林即波什尼亚克人视为“克罗地亚民族的硕果”。
克罗地亚穆斯林亦有在乌斯塔沙中身居高位者。扎费尔-贝格·库勒诺维奇就于1941年11月8日成为克罗地亚独立国副总统，并任职直到战争结束（他曾将其职位交给其兄奥斯曼·库勒诺维奇）。战争结束之后，库勒诺维奇流亡叙利亚，并于1956年10月3日在叙利亚首都大马士革去世。在他流亡叙利亚期间，流亡阿根廷的克罗地亚人出版了一系列他的新闻作品。1950年，芝加哥的克罗地亚穆斯林社区出版了战后他为穆斯林理事会在巴基斯坦拉合尔所作的演讲。这份标题为“给世界上所有虔诚的穆斯林兄弟”的二十页的演讲稿详细的描述了塞尔维亚人对克罗地亚穆斯林权利的侵犯，以及鼓吹所有克罗地亚人的联合。他在死前仅几个月成立了“克罗地亚人解放运动“。
2011 年克罗地亚人口普查公布的数据显示，在总共 62,977 名穆斯林（占总人口的 1.47%）中，有 9,647 人宣称自己是克罗地亚人。 
| 年     | 克罗地亚 | 波斯尼亚和黑塞哥维那 | 其他共和国 |
| ------ | -------- | -------------------- | ---------- |
| 1948年 | 3,212 人 | 25,295               | 564        |
| 1953年 | 4,057    | 15,477               | 不明       |
| 1991年 | 4,254    | 不适用               | 不明       |
| 2001年 | 6,848    | –                    | –          |
| 2011年 | 9,647    | –                    | –          |
| 2013年 | –        | 1,375                | –          |

### 宗教
大部分克罗地亚穆斯林都是逊尼派穆斯林（苏菲主义也在所有南斯拉夫穆斯林的历史中扮演了重要角色）。克罗地亚穆斯林社区的领袖是萨格勒布穆夫提，伊玛目阿齐兹·哈桑诺维奇。
2013年，里耶卡开放了一座新清真寺。穆斯林社区还计划在奥西耶克及西萨克修建一座清真寺。一座位于卡尔洛瓦茨的清真寺也在考虑范围中。